# Centro patrimonial RCMP
El centro patrimonial RCMP (en francés: Le Centre du patrimoine de la GRC) es un museo ubicado en Regina, Saskatchewan, Canadá. Es propiedad y operado por una organización independiente sin fines de lucro llamada Mounted Police Heritage Centre and receives y no recibe fondos de ningún nivel del Gobierno. El Centro presenta una serie de exposiciones que ofrecen la colección de la Real Policía Montada y estos artefactos siguen siendo propiedad de dicha organización.

## Historia
El Gobierno de Canadá, el Gobierno de Saskatchewan, la ciudad de Regina y la RCMP anunciaron conjuntamente la creación de la instalación a principios de 2005. La construcción comenzó en octubre de ese mismo año. La primera fase, de 70 000 pies cuadrados (6500 m²), presentó un costo de construcción de $ 29 millones de dólares, diseñado por el arquitecto Arthur Erickson. El centro se encuentra abierto.